# Oca caranca
L'oca caranca (Chloephaga hybrida) és una espècie d'ocell de la família dels anàtids (Anatidae) que habita roques costaneres del sud de Xile i sud de l'Argentina a Terra del Foc.